# C.O.P.S.
C.O.P.S. is een Amerikaanse tekenfilmserie, ontwikkeld door Hasbro, uit 1988. De serie werd voor het eerst in 1990 uitgezonden in Nederland door RTL-Véronique. De serie gaat over de strijd tussen de Central Organization of Police Specialists (C.O.P.S.) en Big Boss met zijn Crooks.

## Personages
| Personage                | Personage          | Expertise                                                      |
| Naam                     | Bijnaam            | Expertise                                                      |
| ------------------------ | ------------------ | -------------------------------------------------------------- |
| C.O.P.S.                 |                    |                                                                |
| Baldwin P. Vess          | Bulletproof        | Leidinggevende van C.O.P.S.                                    |
| P.J. O'Malley            | LongArm            | Draagt een mechanisme dat handboeien werpt.                    |
| Rex Pointer              | Bowser             | Heeft een mechanische hond genaamd Blitz.                      |
| Walker Calhoun           | Sundown            | Maakt veel gebruik van een lasso.                              |
| Colt Howards             | Mace               | Bedenkt alle strategieën en heeft een Mazooka (laser bazooka). |
| Dave E. Harlson          | Highway            | Verplaatst zich via een motor.                                 |
| Stan Hyde                | Barricade          | Is gespecialiseerd in het bestrijden van rellen.               |
| Donnie Brooks            | Hardtop            | Bestuurder van de Ironside vehicle. Een gepantserde wagen.     |
| Hugh S. Forward          | Bullseye           | Is een helikopterpiloot.                                       |
| Tina Cassidy             | Mainframe          | Is een computerspecialist.                                     |
| Susie Young              | Mirage             | Is gespecialiseerd in undercover werk.                         |
| Wayne R. Sneeden III     | CheckPoint         | Is oorspronkelijk een militair die het team vaak bijstaat.     |
| Hy Watts                 | Taser              | Is een agent die alle criminelen graag tasert.                 |
| C.R.O.O.K.S.             |                    |                                                                |
| Brandon Babel            | Big Boss           | Leidinggevende van C.R.O.O.K.S.                                |
| Barney L. Fatheringhouse | Berserko           | Een domme kracht, en het neefje van Big Boss.                  |
| Edward Scarry            | Rock Krusher       | Sterke crimineel die vaak gebruikmaakt van een drilboor.       |
| Stephanie Demeanor       | Ms. Demeanor       | Zeer gespierde vrouwelijke crimineel.                          |
| Ted Starley              | Turbo Tu-Tone      | Vluchtwagen bestuurder.                                        |
| Percival Canial          | Dr. Badvibes       | Een gestoorde uitvinder.                                       |
| Rafaella Diamond         | Nightshade         | Juwelendievegge.                                               |
| Constantine Saunders     | Buttons McBoomBoom | Gespecialiseerd in het gebruik van de Tommygun.                |
| Dirk McHugh              | Squeeky Kleen      | De chauffeur van Big Boss                                      |
|                          | Hyena              | Verwerkt in al zijn criminele bezigheden grapjes.              |
|                          | Bullit             | De rechterhand van Hyena.                                      |
|                          | Louie the Plumber  | Heeft een mechanise linkerarm met grijphaak.                   |